# Eupithecia consignata
Eupithecia consignata är en fjärilsart som beskrevs av Moritz Balthasar Borkhausen 1794. Eupithecia consignata ingår i släktet Eupithecia och familjen mätare. Inga underarter finns listade i Catalogue of Life.